# Cantone di Avignone-3
Il Cantone di Avignone-3 è una divisione amministrativa dell'arrondissement di Avignone.
È stato istituito a seguito della riforma dei cantoni del 2014, che è entrata in vigore con le elezioni dipartimentali del 2015.
Comprende parte della città di Avignone e il comune di Morières-lès-Avignon.